# São Gabriel da Cachoeira
São Gabriel da Cachoeira là một đô thị thuộc bang Amazonas, Brasil. Đô thị này có diện tích 109184,9 km², dân số năm 2007 là 35682 người, mật độ 0,33 người/km².